# دورنير دو جيه
دورنير دو جي  (بالإنجليزية: Dornier Do J)‏ هي طائرة قارب بمحركين أنتجت في ألمانيا. من صناعة دورنير للطائرات. كانت تستخدم بشكل أساسي من قبل إسبانيا. كان أول طيران لها في 6 نوفمبر 1922. دخلت الخدمة في 1923، انتهت خدمتها في 1950. صنع منها 250 طائرة.